# Партений I Охридски
Партений I е православен духовник, охридски архиепископ от 1607 допреди 1614 г. Според една запазена в светогорския манастир Ватопед гръцка грамота той бил митрополит на Вльора и охридският архиерейски синод го избрал за архиепископ на 7 юни 1607 г. Ок. 1607 – 1610 г. Партений пише писмо до руския цар Василий Шуйски. В документ от 1614 г. се споменава вече като бивш архиепископ.